# Moldjord
Moldjord är en kyrkby som utgör centralort i Beiarns kommun i Nordland fylke i norra Norge. Orten ligger vid fylkesväg 813 och Beiarelva. Här finns Beiarns kyrka.

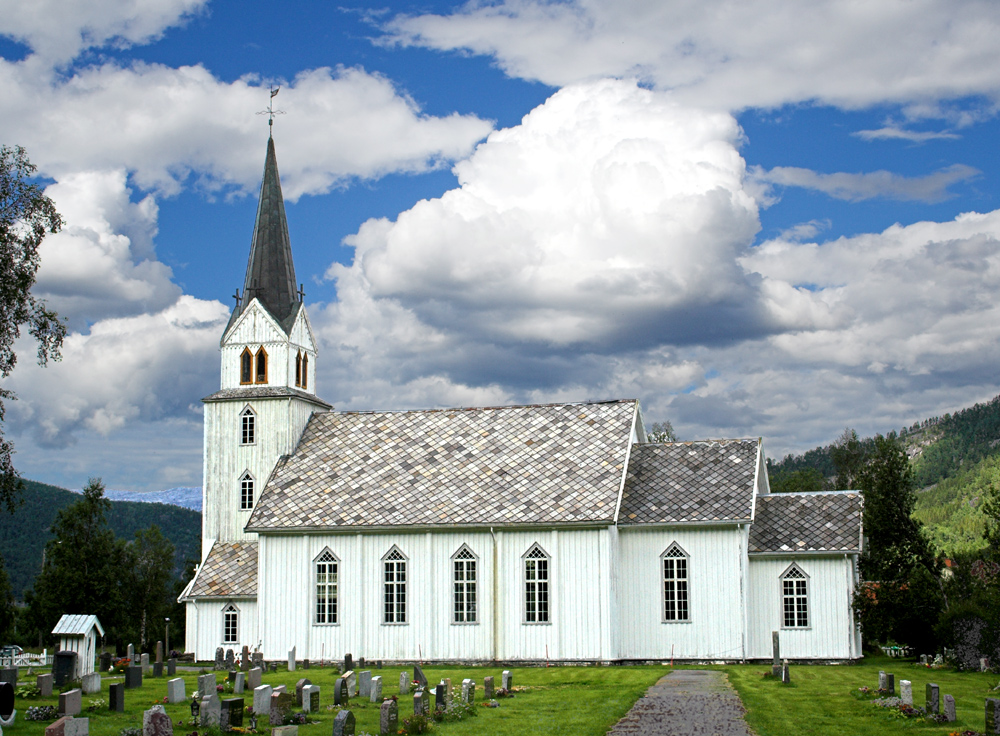
Beiarns kyrka.